# Gampel-Bratsch
Gampel-Bratsch es una comuna suiza del cantón del Valais, situada en el distrito de Leuk. Limita al norte con la comuna de Ferden, al este con Steg-Hohtenn y Niedergesteln, al sur con Turtmann, y al oeste con Leuk y Erschmatt.
La comuna fue creada el 1 de enero de 2009 de la fusión de las antiguas comunas de Gampel y Bratsch. La fusión fue decidida por el cuerpo electoral de las dos comunas el 20 de enero de 2008.